# Gonodes violascens
Gonodes violascens är en fjärilsart som beskrevs av William Schaus 1894. Gonodes violascens ingår i släktet Gonodes och familjen nattflyn. Inga underarter finns listade i Catalogue of Life.